# 高熱隧道
『高熱隧道』（こうねつずいどう）は、吉村昭の長編小説。1967年（昭和42年）5月に雑誌『新潮』に発表され、同年新潮社から書籍が刊行された。ジャンルはノンフィクション。

## 概要
日本電力黒部川第三発電所（現在の関西電力）水路トンネル、欅平駅 - 軌道トンネル（現在の関西電力黒部専用鉄道）の工事現場や人間関係について、建設会社の現場土木技師の目を通じて描いた作品である。同発電所は1936年着工、1940年に工事が完了した。
各々の登場人物は架空の人物で、「佐川組」はゼネコンの佐藤工業をモデルとしており、実在の会社名は「日本電力」のみである。

## あらすじ
黒部川上流の黒部峡谷は、雨量や河川の勾配から、早くより「電源開発の最好適地」として注目され、「欅平から上流にダムを設置し、欅平付近の水力発電所まで水路トンネルで水を落下させて発電を行う」という、黒部川第三発電所の建設工事が1936年8月に着工された。そこは秘境に近い環境で、資材を運搬するだけでも転落死する者が出るほどだった。紆余曲折の末、富山県の建設会社である佐川組は、発電所から峡谷までの水路・人道の建設を担当することになり、佐川組の技師である藤平、根津達は黒部峡谷を訪れる。
ところが、工事現場の地下には高熱の断層が通っており、わずか30m掘り進んだだけで岩盤の温度は摂氏70度を超えた。それどころか、地質学者たちの予想などを軽々と裏切って、岩盤の温度は奥に進むにつれて上昇を続け、ついには触れただけで火傷を起こすほどにまで達する。藤平たちは、作業者に水をかけて冷却するなどの策を講じて工事を進めていくが、岩盤の温度によってダイナマイトが自然発火・暴発を起こしたのを皮切りに、泡雪崩で鉄筋コンクリート造の宿舎が根こそぎ飛ばされるなどの事故が発生し、異例の数の犠牲者が出ていく。やがて技師の中にも、精神に異常をきたして冬山に失踪する者が出始めた。そして、とうとう岩盤の温度は摂氏166度を記録。史上類を見ないほどに過酷な環境が形成されていった。この過程で、犠牲者の発生を見続けた作業者の間で不穏な空気が漂っていく。

## 登場人物
- 根津太兵衛 - 佐川組志合谷工事事務所長
- 藤平健吾 - 佐川組第一工区工事課長
- 伊与田忠 - 佐川組志合谷工事班長
- 青山政五郎 - 佐川組技師
- 天知忠夫 - 日本電力工事監督主任
- 千早俊夫 - 佐川組に新卒で入社した技師。精神に異常をきたし、冬山で失踪する。
- 成田 - 佐川組に新卒で入社した技師。千早の同期。

## 書籍
- 『高熱隧道』（新潮文庫 初版1975年10月 ISBN 9784101117034）